# Wilfred Borrell II
Wilfred Borrell II lub Borrell I (zm. 911) – hrabia Barcelony, Girony i Ausony (od 897 roku). Był synem Wilfreda Włochatego i Gunhildy, prawdopodobnie córki Baldwina I hrabiego Flandrii.
W 899 roku złożył hołd Karolowi Prostakowi. Jego żoną była Garsenda, córka Odona I hrabiego Tuluzy. Jego jedyna córka wyszła za Odona I wicehrabiego Narbony. Po jego śmierci jego władztwo rozdzielili między siebie bracia. Został pochowany w klasztorze w Ripoll.